# Satèl·lit Terra

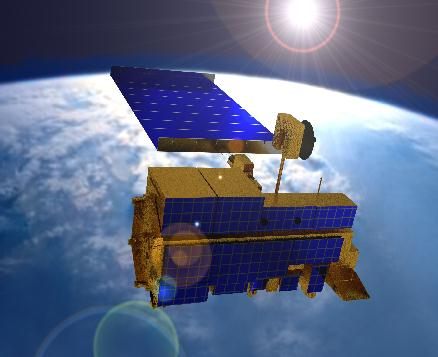
Dibuix del Terra

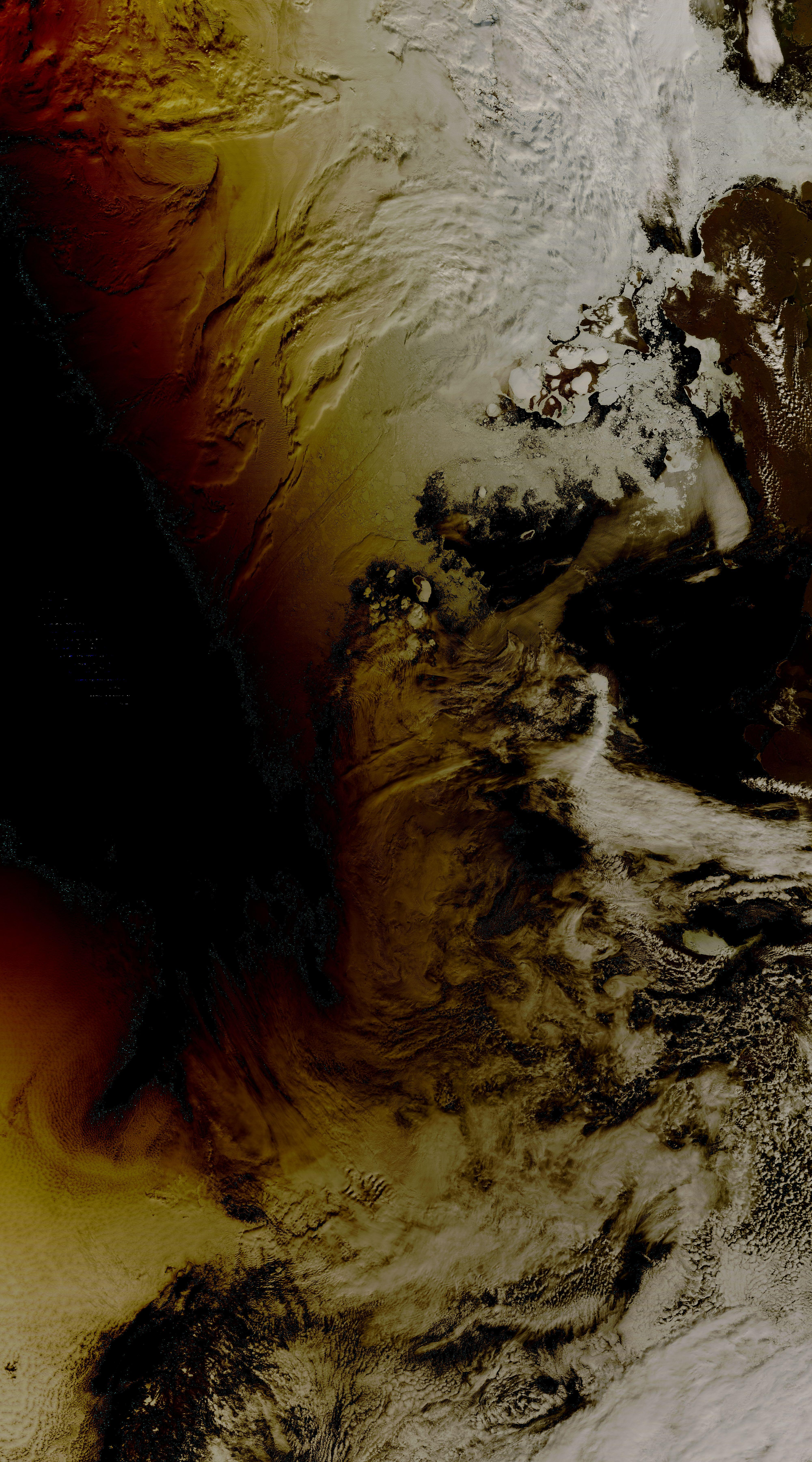
L'eclipse solar de l'1 d'agost de 2008 damunt Rússia, Noruega, i l'oceà Àrtic vist des del satèl·lit Terra de la NASA.

El satèl·lit Terra (EOS AM-1) és un instrument d'investigació multinacional posat en òrbita per la NASA. És el satèl·lit més important del projecte Earth Observing System (EOS).
El llançament del "Terra" (nom del llatí) va fer-se el 18 de desembre de 1999 des de la base Vandenberg Air Force, a bord de la llançadora Atlas IIAS i està obtenint dades des del 24 de febrer de l'any 2000.
El satèl·lit Terra porta cinc sensors de teledetecció dissenyats per enregistrar i observar l'estat ambiental de la Terra i dels canvis climàtics:
- ASTER (Advanced Spaceborne Thermal Emission and Reflection Radiometer).[4]
- CERES (Clouds and the Earth's Radiant Energy System)
- MISR (Multi-angle Imaging SpectroRadiometer)
- MODIS (Moderate-resolution Imaging Spectroradiometer)
- MOPITT (Measurements of Pollution in the Troposphere)

Les dades recol·lectades pel Terra seran unificades en unitats de dades de 15 anys.